# قرم (نبات)

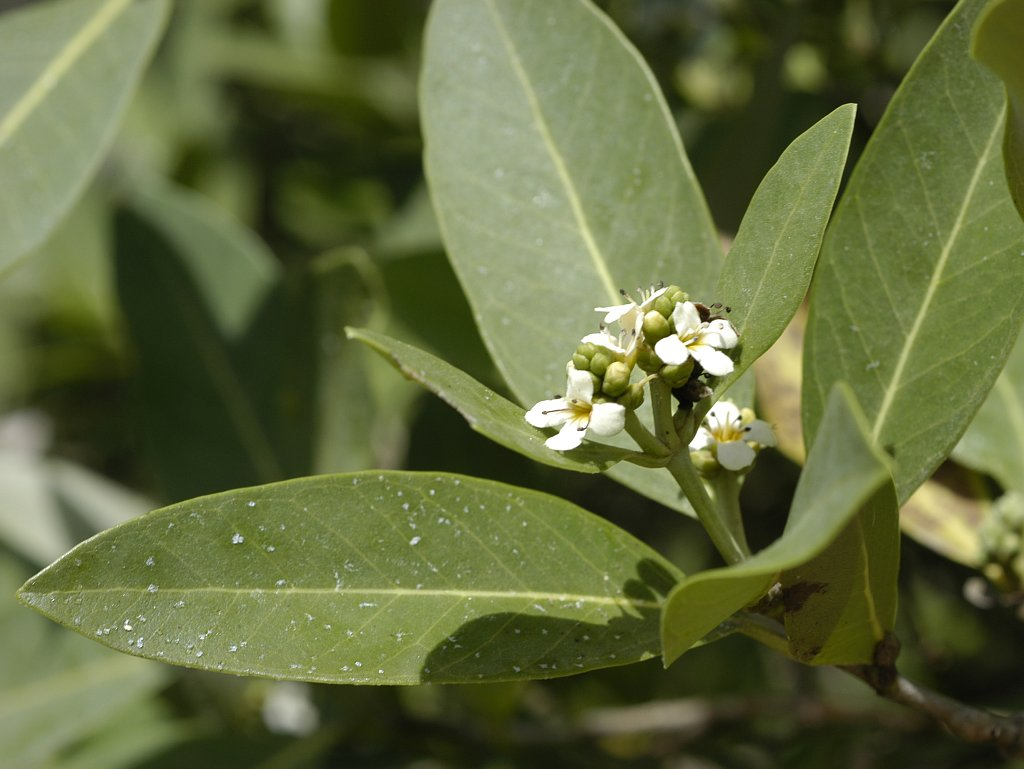
القرم

القُرم أو الشورى هو جنس من نباتات الأيكة الشاطئية التي تعيش على الماء المالح وهو من الفصيلة الأقنتية. يوجد منه عدة أنواع ويكثر على شواطئ جنوب شرق آسيا كما يوجد في منطقة الخليج العربي.
يُعتقد أن السلالة افيسينيا مارينا هي السلالة المنتشرة في البحر الأحمر والخليج العربي[8]. وقد عرف نبات القرم منذ قديم الزمان، فقد كتب العالم الإغريقي ثيوفراستس، والذي عاش في القرن الرابع قبل الميلاد عن بعض الفوائد الطبية لهذا النبات. كذلك أشارت بعض كتب التراث إلى هذا النبات حيث ذكره ابن منظور في لسان العرب بقوله: "والقرم ضرب من الشجر لا أدري أعربي هو أم دخيل. وقال أبو حنيفة الدينوري: القرم، بالضم، شجر ينبت في جوف ماء البحر، وهو يشبه شجر الدلب في غلظ سوقه وبياض قشره، وورقه مثل ورق اللوز والأراك، وثمره مثل ثمر الصومر، وماء البحر عدو كل شيء من الشجر إلا القرم والكندلي فإنهما ينبتان به. كما أضاف ابن سيده عن هذا النبات في كتابه المخصص: لا شوك له، وهو مرعى للبقر والإبل تخوض الماء إليه حتى تأكل ورقه وأطرافه الرطبة ويحتطب فيستوقد به لطيب ريحه ومنفعته[1]
.
يعتقد أن نباتات المانجروف نشأت في حقبة الكريستشيس من الزمن الجيولوجي الميزوزوك الذي يقدر عمره بحوالى 65 مليون سنة. وقد نشأت هذه النباتات في مستنقعات وشواطئ البحار في المناطق الاستوائية .
نبات القرم (الشورى) شجرة قائمة أو شجيرة صغيرة، وغالباً ذات زغب كث دقيقي، ارتفاعها 1-3 متر. الأوراق متقابلة رمحية إلى بيضاوية، غالباً حادة القمة، كاملة الحافة طولها 3-7 سم وعرضها 1-3 سم، تستدق عند القاعدة مكونة عنق قصير، جلديه ذات لون أخضر لامع من أعلى، وغالباً ذات لون رمادي باهت من أسفل، عليها العديد من البلورات الملحية. وتوجد الأزهار في نورات هامة محدودة، ذات عنق قصير ولها نقابات، فصوص الكأس 2-4 مم طولاً، ذات قمة مستديرة، وحافة مشرشرة تشرشر دقيق، التويج أصفر اللون يزيد طوله عن الكأس، له 4 فصوص غير متساوية الطول تزيد عن طول الأنبوبة (شكل 1). وترى هذه الشجيرات محاطة عادة بنموات قائمة رأسية عديمة الأوراق تشبه السيقان (تخرج من الجذور الأرضية بغرض تزويدها بالأكسجين (شكل 2، 3)، وخاصية الإنبات الأمي (Vivipary) في هذا النبات هي تأقلم آخر مع هذه البيئة شديدة الملوحة شحيحة الأكسجين حيث تنبت البذور قبل وقوعها من النبات الأم معطية الجذير أو الجذر الجنيني (شكل 4، 5). وقد فسر ذلك على أنه ميكانيكية لتجنب الملوحة وللتزويد بالأكسجين في هذه الفترة الحرجة من إنبات البذور[5].

## احتياجات النمو المتصل للأيكات الساحلية
توجد خمسة احتياجات للنمو المتصل للأيكات الساحلية:
1- درجة حرارة استوائية: يجب أن يكون متوسط درجة حرارة الأشهر الباردة أعلى من 20°م، ومدى التغير الموسمي لا يزيد عن 5°م.
2- رواسب مائية ناعمة: توجد على طول شواطئ الدلتاوات عند مصبات الأنهار (وكذلك الأودية الكبيرة) حيث تتكون الرواسب من الطمي والطين، وتكون المادة العضوية متاحة لنمو البادرات.
3- شواطئ خالية من الأمواج العاتية والتأثيرات المدية الشديدة: توجد النموات الكثيفة لهذا النبات على الشواطئ المحمية داخل البرازخ أو خلف الجزر، حيث غالباً ما يؤدي تأثير الأمواج إلى اقتلاع البادرات ونحر الرواسب الناعمة.
4- ماء مالح: لا يعتبر الماء المالح احتياجاً أساسياً للأيكات الساحلية حيث أنها اختيارية الملوحة، إلا أن إزالة التنافس مع نباتات المياه العذبة يعتبر هام جداً.
5- مجال مدٌى واسع: المجال المدى الأفقي الواسع يعتبر هام لأن الانحدار الدقيق الممتد لا يؤدي إلى النحر أثناء التغيرات المدية.

## اقتصاديات المانجروف
يمكن استغلال هذا النبات في عدة أمور أهمها :
1- استزراع هذا النبات لتجميل الشاطئ وإضافة لمسة التنوع البيولوجي للمكان.
2- منع الشواطئ من التآكل نتيجة للأمواج.
3- يتكاثر في بيئة هذا النبات عدد كبير من الطيور المهاجرة.
4- ينمو في بيئات نبات المانجروف 35 نوعاً من الأسماك والقشريات التي لبعضها أهمية غذائية مثل الجمبري والكابوريا والجندوفلب والبوري والشعري وغيرها.
5- تستخدم الأفرع الصغيرة والبادرات والبذور كغذاء للجمال وقت الجفاف.
6- توفير فرص عمل للأهالي من خلال استغلال النبات للسياحة ومزارع أسماك.
7- استغلال الكائنات الدقيقة المصاحبة للمناجروف مثل البكتيريا المثبتة للنيتروجين.

## دور مستنقعات الأيكات الساحلية في البيئة
تؤدي مستنقعات الأيكات الساحلية دوراً بيئياً هاماً ويتلخص فيما يلي:-
1- تساعد على تكوين التربة عن طريق تجميع الرواسب حول الجذور الدعامية والجذور الهوائية التنفسية في المواقع المحمية
2- تقوم بتنقية ماء الجريان السطحي الأرضي، وكذلك إزالة المادة العضوية الأرضية.
3- تنتح كميات كبيرة من الفتات الذي سوف يشارك بدوره في إنتاجية العديد من الكائنات الشاطئية.
4- تعتبر أوساط للعديد من الأسماك الصغيرة واللافقاريات والعديد من النباتات والحيوانات (العالقة)، وكذلك الطيور الكبيرة، حيث توجد شبكات غذائية تعتمد على الإنتاج العضوي لمستنقعات الأيكات الساحلية.
يرعى القرم أحياناً بواسطة قطعان الجمال والماعز التي يربيها السكان المحليين حيث تتغذى على أوراقه حينما تكون النباتات الأخرى غير متاحة خاصة خلال موسم الصيف (شكل 6)، ولكن لا يعتبر نبات رعى جيد بسبب ملوحته العالية. كما يستخدم السكان المحليين الأفرع كوقود عالي القيمة وهذا يفسر التدمير الكبير الذي يحدث لجماعات هذا النبات قرب المستقرات البشرية[2، 5].
يتكون ما يقرب من ثلث غذاء الجمبري (الروبيان) في مناطق الأيكات الساحلية من مواد نباتية، وتمثل الأجزاء المستخدمة من النباتات المكونة لهذه الأيكات حوالي 60% منها. وتتغذى الأسماك التي تعيش في الماء الضحل عادة، بقدومها مع موجات المد إلى هذه المناطق على الكائنات البحرية اللافقارية التي تعيش في الأيكات الساحلية. وعادة في مثل هذه النظم البيئية الضحلة يتم إزاحة كميات من المواد العضوية والدبال من هذه النظم إلى مناطق الماء المفتوح مما يساهم في تغذية العديد من الكائنات البحرية بها.
في كثير من بقاع العالم التي توجد بها غابات الأيكات الساحلية تستخدم أخشابها في إقامة دعامات مناجم الفحم وطرق السكك الحديدية وأسقف المنازل نتيجة لصلابة أخشابها واستقامتها وفي بناء القوارب وإقامة الأسيجة والمنحوتات الخشبية وكوقود خشبي ذي رائحة طيبة. وعلى الرغم من الصفات التشريحية لأخشاب الأيكات الساحلية من حيث قصر الألياف وسمك الجدر الخلوية، والتي تجعلها غير مناسبة للاستخدام بنسب كبيرة في صناعة عجين الورق، فإن صناعة لب الورق أصبحت من أكثر الصناعات استهلاكاً لأخشاب هذه النباتات في اليابان، إضافة إلى ذلك فان هذه النباتات تستعمل في الفلبين لإنتاج ألياف الفيسكوز المستخدمة في صناعة النسيج، كما يستغل كسر الخشب والأفرع الصغيرة والنشارة الناتجة عن استخلاص الدعائم والألواح في صناعة الخشب المضغوط المستخدم في التشييد والتأسيس. وتستغل الأجزاء غير الخشبية مثل القلف والأوراق في إنتاج المستخلصات الكيميائية مثل التانينات والأصماغ والأصباغ.
تعد نباتات الأيكات الساحلية مصدراً لمكونات الهرمونات مثل التربينات والأستيرويدات إلى جانب وجود مركب الكومارين الذي يعد مصدراً يستخدم في تركيبات العقاقير. وقد ذكر العالم الإغريقي ثيوفراستبس عام 305 قبل الميلاد أن مستخلص بادرات نباتات القرم كان يستخدم قديماً كمقوى جنسي عام للرجال، وهذا ما أكده العالم المغربي ابن عباس النباتي عام 1230م الذي أضاف أيضاً أنه يستخلص منه مواد طبية لعلاج أمراض اللثة وأمراض الكبد[1]. وقد أجريت حديثاً تحاليل كيميائية على أجزاء من نبات القرم النامية على سواحل المملكة العربية السعودية وأتضح احتوائها على مواد تعتبر مصدراً لإنتاج الهرمونات المقوية[9].
ومن أهم العوامل التي تعجل بتدهور الحياة البحرية التدمير المباشر للمناطق الساحلية الرطبة التي تتخذها العديد من الكائنات الحية بيئة للتكاثر أو مصدر للطعام، إذ أن تجفيف تلك المناطق بغرض تنفيذ مشروعات البناء على طول السواحل وشق الطرق أدت إلى تدمير العديد من هذه المناطق خاصة القيعان البحرية المكسوة بالعشب والتركيبات الصخرية التي أحدثتها الأمواج والتي تزخر بالحياة الفطرية.. إلا أن أكثر الآثار المدمرة هي تلك الناتجة عن نقل الأمواج للنفط المهدر بسبب حوادث الناقلات ومنصات استخراج النفط وغيرها باتجاه السواحل مما يؤدى إلى قتل كل الكائنات النباتية والأعشاب الحيوانية التي تقع في طريقها. كما أن النفط يلتصق بجذور وبراعم نباتات الأيكات الساحلية فيقتلها.
عموماً فإن الأيكات الساحلية تتدهور تدهوراً سريعاً في أفريقيا وآسيا وأستراليا، ولهذا فقد تم تشخيص غابات هذه النباتات في معظم المناطق الاستوائية كنظم بيئية مهدده بالفناء. وتتأثر النظم البيئية لهذه النباتات، مثلها مثل غيرها من التطم البيئية الأخرى بنتائج المشكلات البيئية الناتجة عن أنشطة الإنسان مثل التلوث النفطي. فقد أظهرت الدراسات الحديثة أن الوسط الترسيبي لهذه الأيكات يلعب دوراً كبيراً كمصدر للمواد السامة إذا ما تعرض للتلوث النفطي حيث يقوم بتجميع نواتج تكسير وتحلل النفط. ويظهر تأثير هذا بشكل كبير في مرحلة لاحقه (بعد عدة سنوات) حيث تؤدي إلى القضاء تدريجياً على أشجار هذه الأيكات، والتي كانت في حالة جيدة قبل حدوث ذلك.
نظراً لهشاشة نظم الأيكات الساحلية، وخاصة أيكات نبات القرم في المنطقة العربية التي يمثل خط العرض المار بمنطقة نبق على ساحل خليج العقبة بجنوب سيناء الحد الشمالي لانتشارها عالمياً، فإنه يجدر أن نوليها أهمية كبيرة لحمايتها والمحافظة على بيئتها الخاصة لضمان استمرارية نموها وإنتاجيتها واستمرار عطائها للكائنات الحية المختلفة الأخرى التي تعيش معتمدة عليها. ومن هذا المنطلق فقد تم وضع أسس للحفاظ على مجتمعات الأيكات الساحلية في أي منطقة نلخصها فيما يلي:
1- عدم التدخل بطريقة مباشرة أو غير مباشرة في توقيت وكمية انسياب الماء العذب من الأنهار والوديان إلى مواطن هذه الأيكات.
2- عدم التدخل في استمرار عملية الغمر بماء المد أو ماء الجريان السطحي.
3- عدم الإخلال بالتركيب الطبيعي والكيميائي والإحيائي للمنظومة البيئية لهذه النباتات أو لمستوى ارتفاع الوسط الترسيبي بالنسبة لمستوى سطح البحر بالمنظومة.

## الحالة الحالية للمناجروف
أولاً - عوامل طبيعية أدت إلى تدهور نمو هذا النبات :
1- تعتبر العوامل الطبيعية هي السبب الرئيسي لتدهور نمو هذا النبات، ويأتي نقص كميات المطر على رأس هذه العوامل حيث أن الغردقة بما حولها من صحاري تصل معدلات المطر إلى 2 مم في العام، وتنعدم الأمطار في أوقات أخرى، وهذه الندرة تؤدي إلى نقص إمداد الماء العذب اللازم لنمو هذا النبات مما يسبب زيادة في ملوحة البحر وفقد كميات الطمي الغنية بالمواد الغذائية التي كانت تنجرف من الصحاري إلى شاطئ البحر حيث ينمو هذا النبات، وهذا يؤدي بدوره إلى عدم قدرة البادرات على اختراق التربة لتثبيت نفسها ومواصلة النمو، كما تساهم ملوحة البحر في تدهور نمو البادرات حتى إذا ما نبتت.
2- من ناحية درجات الحرارة فكما سبق ذكره فإن المانجروف نشأ في المناطق الاستوائية فهى لا تزال البيئة المثالية لنموه. أي أن انخفاض درجات الحرارة وزيادة معدلات التغير في درجات حرارة الماء بين الفصول يعوق النمو المثالي لهذا النبات فينمو متقزماً، كما هو الحال بين خطي عرض 25-28 شمالاً.
3- قلة حركة المد والجذر في النصف الشمالي للبحر الأحمر تجعل نمو البادرات أمراً صعباً حيث تتنفس البادرات بواسطة الثغور الموجودة على الأوراق فتأخذ احتياجها من الأكسجين أثناء عملية الجذر وعند نقص عملية الجذر يغرق النبات ويموت، أما النبات الكبير فيأخذ احتياجه من الأكسجين من خلال إرسال جذور هوائية.
ثانياً- تهديدات بسبب تدخل الإنسان أدت إلى تدهور نمو هذا النبات :
1- تأتي على رأس هذه التهديدات عمليات التعمير والمشروعات السياحية على ساحل البحر الأحمر حيث تم رصف طريق موازي للساحل يربط ما بين القاهرة وشلاتين وحلايب. وهذا الطريق قد قطع أمام مياه الأمطار التي تتساقط على سلاسل جبال البحر الأحمر، وتتجمع لتصل إلى سواحله حيث تنمو نبات الشورى، وكذلك المتجمعات العمرانية على ساحل البحر الأحمر التي غيرت من الملامح الطبيعية للأودية، وبالتالي لا تصل المياه العذبة إلى ساحل البحر حيث تنمو مجتمعات الشورى.
2- التهديد الآخر هو تواجد كميات كبيرة من القمامة ناتجة عن عمليات التعمير والمشروعات السياحية على ساحل البحر الأحمر، وكذلك القمامة الناتجة عن النشاطات البحرية. ونخص بالذكر الأكياس البلاستيكية التي تلتف حول جذور وجذوع نبات الشورى وتسبب له الاختناق.
يعتبر شجر القرم مفيد للبيئة البحرية والبرية حيث يساعد في تثبيت التربة ويكون مأوى طبيعي للأسماك والكائنات البحرية إضافة لكونها مأوى لفقس الطيور وكمصدات للرياح.

## الأنواع
يجود نمو المانجروف بأنواعه (70 نوعاً) في المناطق الاستوائية، ولكن هذا النمو يمتد شمالاً وجنوباً بحيث لا يتعدى خط عرض 30° شمالاً و 30° جنوباً.
- Avicennia alba
- قرم
- Avicennia eucalyptifolia
- Avicennia germinans
- قرم
- افيسينيا مارينا Avicennia marina
- قرم مخزني
- Avicennia rumphiana
- قرم